# Dicranota emarginata
Dicranota emarginata är en tvåvingeart som först beskrevs av Alexander 1945.  Dicranota emarginata ingår i släktet Dicranota och familjen hårögonharkrankar. Inga underarter finns listade i Catalogue of Life.